# 임원근
임원근(林元根, 경기도 개성 1899년 3월 4일 ~ 1963년 5월 18일)은 일제강점기에 활동했던 사회주의계열 독립운동가, 언론인이다. 본명은 임용풍.
한때 신간회에도 참여했다. 사회주의 페미니스트 허정숙의 본 남편이었다가, 그가 투옥되어 재판받던 중에 이혼했다. 해방 후 민주주의통일전선 등에서 활동하다가 5.16 군사 정변을 지지하기도 했다.

## 생애

### 초년기
1899년 경기도 개성에서 태어났다. 상인 집안에서 태어난 그는 상업학교인 선린상고를 나와 일본 경응의숙에서 수학하였다. 1920년 2월부터 대전청년회(大田靑年會)의 총무로 일하다 1920년 10월 중국 상해(上海)로 망명하였다. 거기서 박헌영과 김단야와 만나게 되어 서로 돈독한 친분을 쌓게 되는데, 이들을 삼인당(三人黨)이라 불리게 된다.

### 독립운동과 공산주의 운동

#### 고려공산당 활동
1921년 5월, 안병찬(安秉瓚)이 설립한 사회주의연구소(社會主義硏究所)에 들어가 사회주의 이념을 연구하는 한편, 고려공산당 이르쿠츠크파 단체의 상해지부에 가입하여 동당 예하의 고려청년회(高麗靑年會) 위원에 피임되었다.
1922년 1월 모스크바에서 개최된 극동인민대표대회(極東人民代表大會)에 김규식(金奎植)·여운형(呂運亨) 등과 함께 조선대표단의 일원으로 참석한 후, 동년 4월 2일 김단야·박헌영과 함께 국내에서 반제혁명(反帝革命) 사상을 비밀리에 선전할 목적으로 귀국 도중 일경에 피체되어, 동년 5월 30일 신의주지방법원에서 소위 제령(制令) 제7호 위반으로 징역1년6월을 받아 옥고를 치르고 1924년 1월에 출옥하였다.
출옥직후인 1924년 2월 신흥청년동맹(新興靑年同盟)의 중앙집행위원장으로 위촉받아 취임하였다.

#### 기자 생활과 2차 체포
1925년 4월 박헌영·김단야등과 함께 조선일보에 입사하여 기자로 활동했었고 동시에 고려공산청년회를 조직, 화요회에 가입하고 중앙집행위원회 선전부 위원으로 선임되어 활동하였다. 그러던 중, 1925년 12월 4일 재차 일제 경찰에 피체되었다. 그 후 1928년 2월 21일 경성지방법원에서 소위 치안유지법 위반으로 체포되었다. 당시의 변호사는 장인이기도 한 허헌이었다.
이때 허정숙이 송봉우와 동거하고 그의 아들을 출산한 일로 임원근이나 허헌은 상당한 충격과 심적 스트레스를 받았던 것으로 보인다. 이를 두고 "그의 집에는 온후하든 아버지 허헌을 비롯하여 싸늘하고 떼리케잇트한 공기가 떠도는 것을 엇절길이 업섯다."다는 기록이 남아 있다.
| “ | 만날 때 감정으론 한 평생 이별이란 모를 너니 호사한 건 사람 마음 엇지엇지 하노라다 그대와의 굳은 맹서 모도 다 잃게 됐네. 만날 때 감정으론 한 평생 이별이란 모를것 같더니 사랑으로 만낫던 임의 사랑 식어 사라지니 낡은 도덕과 거짓 형식 두 사람을 매여둘 힘 없어라 감각 없는 손길같이 스르르 무너졌네. | ” |

한편 옥중에서 허정숙이 다른 남자들과 사귀었고, 송봉우와 동거한다는 사실을 접한 임원근은 시를 한수 남겼는데, 역시 허정숙의 연애 활동과 함께 화제가 되었다. 이 재판에서 그는 징역 3년 6월을 받아 두 번째의 옥고를 치르고 1930년 1월 1일 출옥하였다.

#### 1930년대 활동
당시 논쟁거리였던 ‘신간회 해소’문제에 대해 임원근은 좌파 가운데선 유일하게 ‘신간회 해소 운운은 인식 착오’라며 존속을 주장했다.
1931년 2월 <신천지>에 신간회 해소를 반대하는 글을 발표했고, 이무렵 임원근은 사회주의와도 사실상 결별했다.
그 후 1936년 여운형이 사장으로 있던 조선중앙일보(朝鮮中央日報)의 지방부장이 되어 계몽운동을 전개하였다.

### 광복 이후
광복 이후에는 남한에 남았다. 1946년 2월 민족주의민주전선에 가담하여 활동하다가 탈퇴, 1947년 미소공위 재개와 협상타결을 위해 민주주의통일전선을 조직해 활동했었다.
1948년 남한 단독 정부 수립에 반대하지 않지만 참가하지도 않겠다고 하였다. 정부 수립 후 입각 제의가 들어왔으나 사양하였다. 한국 전쟁때 대구의 육군 정보국에 근무하던 박정희와 여러번 술자리에 어울리기도 했다고 한다. 그러나 그는 자신의 이름을 드러내는 뚜렷한 활동을 펼치지 않았다. 1961년 5월 16일 박정희 등의 5.16 군사 정변을 지지하기도 했다. 1963년 5월 18일에 타계했다.

### 사후
고려공산당, 고려공산청년회 등에 가입해서 활동한 일로 한동안 금기시 되다가 1980년대부터 그에 대한 연구와 재평가가 나타났다. 1993년 대한민국 정부로부터 건국훈장 애국장을 추서받았다.

## 상훈
- 건국훈장 애국장

## 가족 관계
- 부인 : 허정숙, 이혼
  - 아들 : 임경한(다른 이름은 임표, 1924년 - ?)

## 참고자료
- 註·騎驢隨筆(國史編纂委員會) 355∼358·361面
- 呂運亨調書(Ⅰ) 278면
- 呂運亨調書(Ⅲ) 368면
- 金在鳳外19人調書(Ⅱ) 514·515面
- 朴憲永外10人調書 680·682面
- 한국言論年表(1979) 747面
- 삼천리(1931, 2月號) 16·17面
- 新聞便覽(1936) 459面
- 朝鮮日報70年史(1990) 第1卷 146·148·150面
- 東亞日報(1992. 9. 22, 1928. 2. 1, 2. 14, 3. 6∼3. 10, 1930. 1. 2)
- 국가보훈처